# Château Lascombes

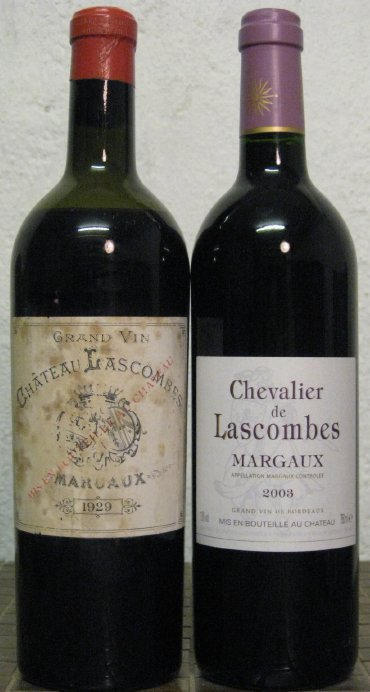
Een fles Château Lascombes en een fles van de tweede wijn Chevalier de Lascombes.

Château Lascombes is een wijndomein in Bordeaux en een tweede cru uit het classificatiesysteem voor Bordeauxwijn van 1855. Het ligt in het dorp Margaux.
De oppervlakte van de wijngaarden is ongeveer 84 ha met een aanplant van merlot (50%), cabernet sauvignon (45%), en petit verdot (5%). De gemiddelde leeftijd van de wijnstokken is 35 jaar. De gemiddelde productie per jaar is 21.000 kisten van 12 flessen. 75% van de wijn wordt vergist op inox (roestvast staal), 25% op houten cuves.
Château Lascombes is misschien het grootste voorbeeld van het verschil tussen de situatie in 1855 toen de wijnen geklasseerd werden en vandaag de dag. Vanaf dat moment tot 1952 was de oppervlakte van de wijngaarden nooit veel groter dan 15 ha. Dat is ongeveer een vijfde van de huidige situatie. Niet alle wijngaarden van de huidige 84 ha zijn geschikt om wijn te produceren op het niveau van een tweede cru. In de periode 1952 - 1985 was de wijn zelden op het niveau dat verwacht mag worden. Toen René Vannetelle in 1985 werd aangesteld als manager, was een van de eerste dingen die hij deed, een analyse maken van de bodemsoorten in de wijngaarden. Hij bepaalde dat druiven van op zijn hoogst de helft van het totale oppervlak gebruikt zouden mogen worden voor de hoofdwijn en zelfs daaruit zou een selectie moeten worden gemaakt. De rest van de oogst gaat in de tweede wijn, de Chevalier de Lascombes. "Lascombes is een geurige, harmonieuze Margaux. Had voorheen vooral in de tussenjaren een wat lichte structuur. De afgelopen oogsten laten een geweldige opwaartse lijn in de kwaliteit zien."

## Geschiedenis van het château
De oorsprong van Lascombes ligt bij de familie Durfort de Duras. De naam Lascombes wordt voor het eerst vermeld in 1625, bij de geboorte van Chevalier Antione de Lascombes. De wijn wordt voor het eerst genoemd in 1700. De familie was als horigen verplicht twee vaten per jaar te betalen aan Château Margaux, die de wijn gebruikte om vaten bij te vullen. Het tijdperk Lascombes duurde tot de Franse Revolutie. Het domein wisselde daarna enkele keren van eigenaar, totdat het in 1867 werd gekocht door Gustave Chais-d'Est-Ange, secretaris van de senaat van Gironde. Op dat moment besloegen de wijngaarden 21 ha. Jean-Jules Théophile Chais-d'Est-Ange, zoon van Gustave, was een beroemd advocaat in Parijs, met een wisselende belangstelling voor Lascombes. Delen van de wijngaard werden verkocht. Tegen het einde van de negentiende eeuw liet hij het bescheiden château tegen de vlakte gooien en liet hij de gotische constructie bouwen die er momenteel nog staat. Hij kocht ook Château Marquis d'Alesme Becker, met de bedoeling de twee domeinen samen te voegen. Hij stierf in 1923 en vervolgens werd een besloten vennootschap opgericht met het handelshuis Ginestet als grootaandeelhouder. Tegen het einde van de jaren 1940 hadden de Ginestets hun aandeel verkocht om zich te concentreren op Château Margaux, zodat Lascombes, ietwat vervallen, te koop werd gezet. In 1952 richtte Alexis Lichine, die het jaar ervoor Château Prieuré zelfstandig had gekocht, een syndicaat op om Lascombes met enkele Amerikanen (waaronder David Rockefeller) te kopen.
Lichine moderniseerde het château, liet een zwembad aanleggen (die een belangrijke tweede functie had om als reservevoorraad water te dienen voor het geval brand zou uitbreken), renoveerde de chais (kelders waarin de wijn wordt gemaakt) en vergrootte de oppervlakte van de wijngaarden aanzienlijk. Bass, een Britse brouwersfirma, kocht de onderneming van Lichine in 1965 en kocht Lascombes in 1971. In 2001 verkochten zij het aan Colony Capital. Deze groep verkocht het château in 2011 aan de MACSF groep voor 200 miljoen euro, de grootste transactie in de Médoc van de laatste tien jaar.
Zoals hierboven al vermeld, werd René Vannetelle in 1985 aangesteld als manager van het château en nam hij een aantal besluiten om de kwaliteit van de wijn te verhogen. In 1986 liet hij een volledige nieuwe wijninstallatie aanleggen. Helaas waren de resultaten niet overtuigend. In 1996 ging Vannetelle met pensioen en nam Bruno Lemoine het roer over. Zijn jaargang 2000 was succesvol, maar hij nam in 2001 ontslag, toen Alain Reynaud (van Château Quinault L'Enclos in Saint-Émilion) werd aangesteld als consultant. Reynauds eerste oogst was rampzalig vanwege overextractie en onhandigheid. Nadien heeft hij zijn benadering gewijzigd. De 2002 is aanzienlijk beter en sindsdien is een stijgende lijn waarneembaar.